# Дуб ольхолистный
Дуб ольхолистный (лат. Quercus alnifolia) — вид деревянистых растений рода Дуб (Quercus) семейства Буковые (Fagaceae).

## Ботаническое описание

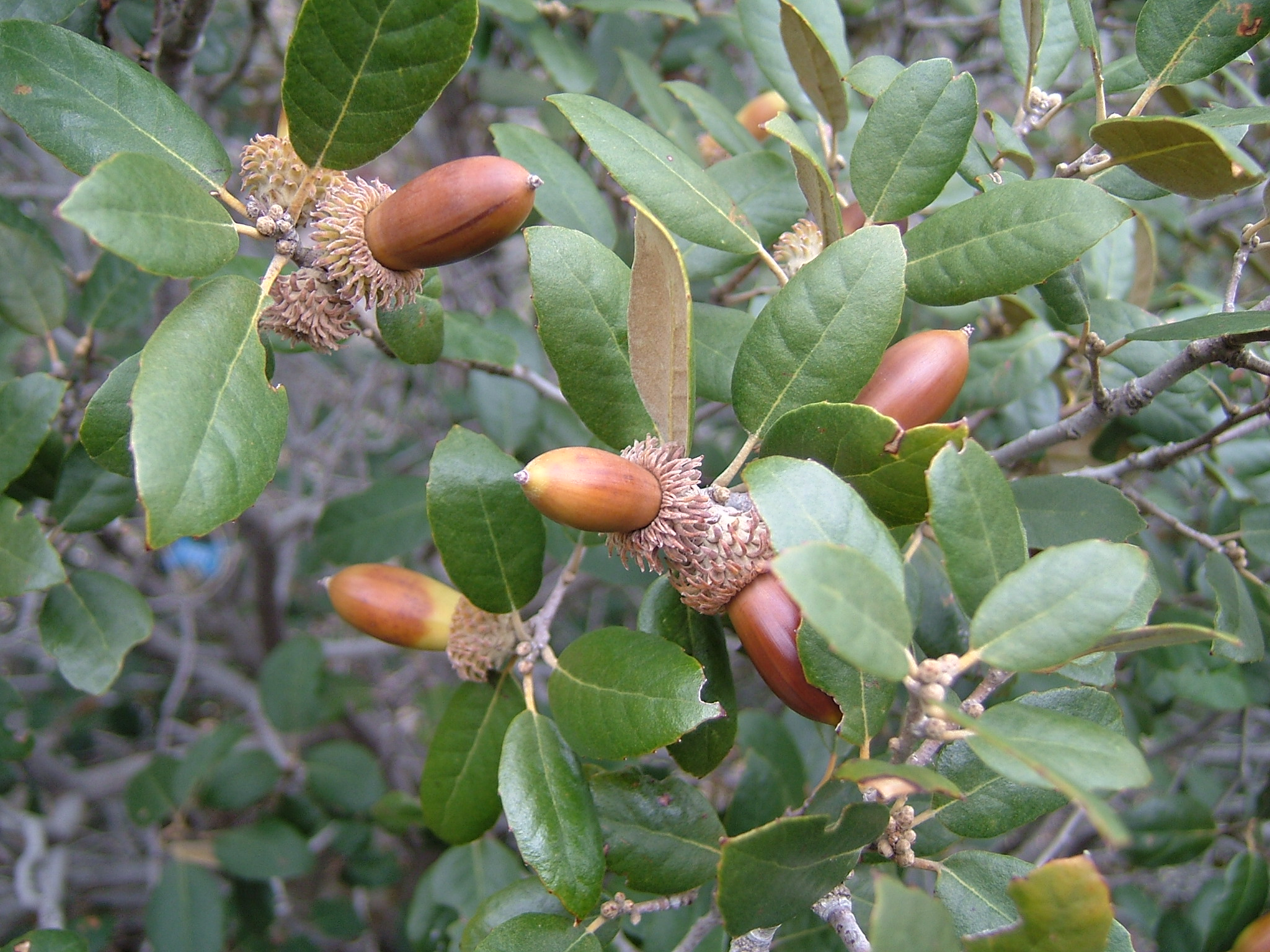
Листья и плоды

Кустарник или дерево. Кора без коркового слоя. Листья кожистые, обратноовальные или почти округлые, край острозубчатый, сверху ярко-зелёные, снизу ржавовойлочные, 2,5—6 см длиной и 3—4 см шириной; черешки до 1 см длиной.
Плоды — сидячие, узкоцилиндрические, заострённые на конце жёлуди; плюска блюдцевидная, низкая; чешуи отвёрнуты назад, нижние — прижатые, верхние — отстоящие.

## Распространение
Эндемик Кипра: встречается в горах Троодос на высоте 300—1500 м.